# تينا ماكفيرسن
تينا ماكفيرسن (20 أغسطس 1949 - ) (بالإنجليزية: Tina Macpherson)‏ هي لاعبة كريكت أسترالية. شاركت مع منتخب أستراليا الوطني للكريكت.

## وصلات خارجية
- تينا ماكفيرسن على موقع إي آس بي آن كريك إنفو (الإنجليزية)